# Енн Софі Есперсен
Енн Софі Есперсен (дан. Anne Sofie Espersen; нар. 27 серпня 1973, Хіртсхальс, Данія — данська театральна та кіноакторка.

## Біографія
Енн Софі Есперсен народилася 27  серпня 1973 року у Хіртсхальсі. Закінчила Данську школу сценічних мистецтв (1999).

## Фільмографія
- Час змін (2004)
- Поки смерть не розлучить нас (2007)
- Уряд (2010—2013)